# April 1920
Portal Geschichte | Portal Biografien | Aktuelle Ereignisse | Jahreskalender | Tagesartikel

◄ |
19. Jahrhundert |
20. Jahrhundert
| 21. Jahrhundert

◄ |
1890er |
1900er |
1910er |
1920er
| 1930er | 1940er | 1950er | ►

◄ |
1916 |
1917 |
1918 |
1919 |
1920
| 1921 | 1922 | 1923 | 1924 | ►

◄ |
Januar 1920 |
Februar 1920 |
März 1920 |
April 1920 |
Mai 1920 |
Juni 1920 |
Juli 1920 |
►
Dieser Artikel behandelt tagesbezogene Nachrichten und Ereignisse im April 1920.

## Tagesgeschehen

### Donnerstag, 1. April
- Weimarer Republik: In Befolgung der Bestimmungen der Weimarer Verfassung vom 11. August 1919 wird der Staatsvertrag zwischen den betroffenen Ländern geschlossen, der die Deutschen Reichseisenbahnen gründet (RGBl. 1920 S. 773).
- Weimarer Republik: Die seit 1. Oktober 1919 nach den Bestimmungen des Friedensvertrags von Versailles durchgeführte Transformation der sogenannten Vorläufigen Reichswehr in das 200.000 Mann starke „Übergangsheer“ ist abgeschlossen. Dabei waren die bisherigen Verbände und Dienststellen der alten Armee entfallen. Durch diese Demobilisierung ist der Tag für zahlreiche ehemalige Soldaten, darunter auch Adolf Hitler, der erste Tag im Zivilleben seit dem Ersten Weltkrieg.

### Freitag, 2. April

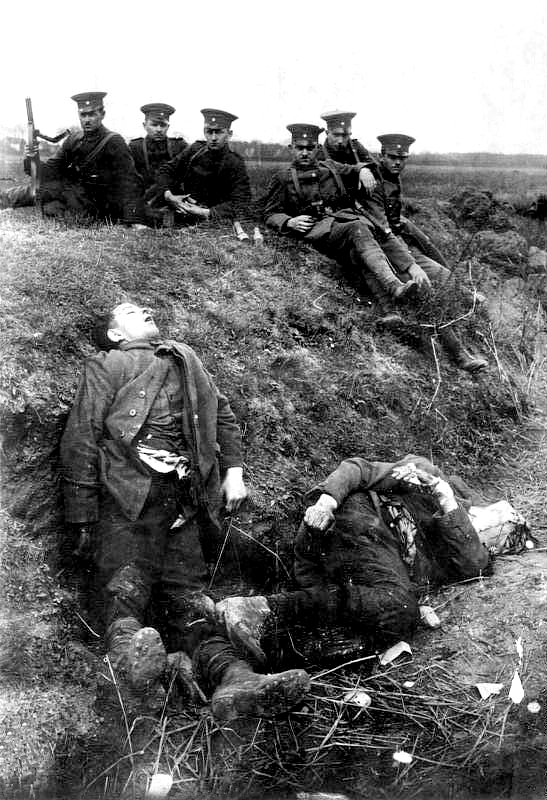
Reichswehr und erschossene Angehörige der Roten Ruhrarmee, 2. April 1920, Möllen bei Duisburg

- Pelkum/Weimarer Republik: Die Niederschlagung des Ruhraufstands hält an. Die Regierungstruppen rücken von Pelkum aus weiter nach Westen in Richtung Bergkamen-Rünthe vor. In den ersten Apriltagen werden dort 150 bis 300 Arbeiter und Arbeitersamariterinnen getötet.
- Berlin/Weimarer Republik: Der Historien-Stummfilm Die Tänzerin Barberina mit Lyda Salmonova in der Titelrolle und Otto Gebühr als Friedrich der Große wird im Tauentzienpalast uraufgeführt.
- Kionga-Dreieck: Nachdem am 25. September 1919 im Vertrag von Versailles der Rovuma endgültig als Grenzfluss definiert, damit das Dreieck Portugal als Entschädigung für die Kriegsschäden zugesprochen und am 10. Januar 1920 als C-Mandat des Völkerbundes unter portugiesische Verwaltung gegeben worden war, wird es mit dem Gesetz n.º 962 Portugiesisch-Ostafrika eingegliedert. Es ist der letzte Gebietsgewinn des portugiesischen Kolonialreichs.[1]

### Dienstag, 6. April

Flagge der Fernöstlichen Republik

- Süd- und Ostsibirien: Um nach dem Nikolajewsk-Zwischenfall einen direkten Krieg zwischen Sowjetrussland und Japan zu verhindern, gründet Sowjetrussland  als „Pufferstaat“ die Fernöstliche Republik.
- Türkei: Yunus Nadi und Halide Edip Adıvar gründen im Auftrag der Große Nationalversammlung der Türkei die staatliche Nachrichtenagentur Anadolu Ajansı. Das Ziel ist die Verbreitung von Nachrichten über den türkischen Befreiungskrieg im In- und Ausland.

### Mittwoch, 7. April

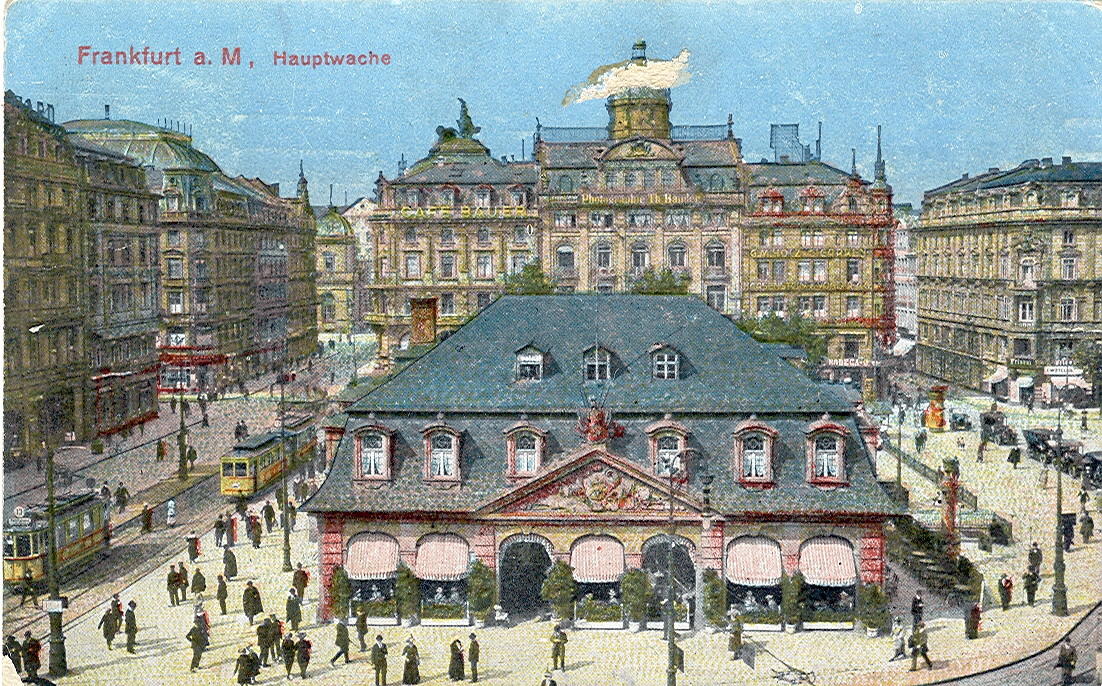
Die Hauptwache im Jahre 1918

- Frankfurt-Innenstadt/Weimarer Republik: Vor dem schon seit Wochen von französischen Truppen besetzten Café Hauptwache findet eine Demonstration statt. Dabei schießen die Soldaten in die Menge, wobei sieben Personen getötet und 26 verletzt werden.
- Altstadt von Jerusalem/Königreich Syrien: Die Ordnung nach den Nabi-Musa-Unruhen wird wiederhergestellt. Die Bilanz der Unruhen lautet: fünf Tote, 216 Verletzte und 18 Schwerverletzte auf jüdischer Seite; vier Tote, darunter ein kleines Mädchen durch einen Querschläger, 23 Verletzte und ein Schwerverletzter auf arabischer Seite und sieben verletzte britische Soldaten.[2]
- Iranisch-Aserbaidschan/Iran: Die sowjetische Rote Armee marschiert ein. In der Folge konstituiert sich am 23. Juni 1920 in Täbris neben der Sozialistischen Sowjetrepublik Iran eine weitere Sowjetrepublik, die Demokratische Republik Āzarbāydschān. Sie übersteht aber den Abzug der Sowjets nicht und wird schon am 14. September 1920 von Regierungstruppen vernichtet, ihre Führer werden hingerichtet.

### Donnerstag, 8. April

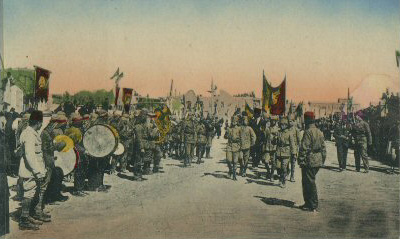
Ausrufung von Faisal I. zum König von Syrien

- Naher Osten: Es erfolgt die gleichzeitige Krönung Faisal zum König des Königreichs Syrien und von Abdallah ibn Husain I. zum König des Königreichs Irak.[3]
- Österreich: Die Eos-Automobil-GmbH, ein Hersteller von Automobilen, wird liquidiert.[4] Das Unternehmen bestand seit dem 21. März 1919, also knapp ein Jahr.
- Guatemala: Präsident Manuel José Estrada Cabrera wird von seinem Privatsekretär, General José María Letona, gegenüber der Nationalversammlung für geistig gestört erklärt. Angesichts dessen beschließt die Nationalversammlung, den Präsidenten vom Amt zu suspendieren und Carlos Herrera y Luna zu seinem Nachfolger zu machen.

### Freitag, 9. April
- Berlin/Weimarer Republik: Ewiger Strom, ein Stummfilm in Form eines mystischen Dramas, wird im Marmorhaus uraufgeführt und in den Kant-Lichtspielen wird der Kriminalfilm aus der Filmreihe Phantomas, Der Mann im Nebel, erstmals der Öffentlichkeit vorgestellt.
- Freie Stadt Danzig: Ein „vorläufiges Oberverwaltungsgericht“ wird eingerichtet. Dieses arbeitet nach den bisherigen Bestimmungen der preußischen Verwaltungsgerichtsbarkeit und ist sowohl Beschlussbehörde als auch obere Instanz in Verwaltungsverfahren.
- Malchow/Weimarer Republik: Durch den zunehmenden Antisemitismus, kommt es zu einer ersten schweren Grabschändung des Jüdischen Friedhofs. Innerhalb der letzten Tage werden acht Grabsteine umgeworfen und beschädigt. Trotz einer ausgeschriebenen Belohnung, können die Täter nicht ermittelt werden.

### Samstag, 10. April

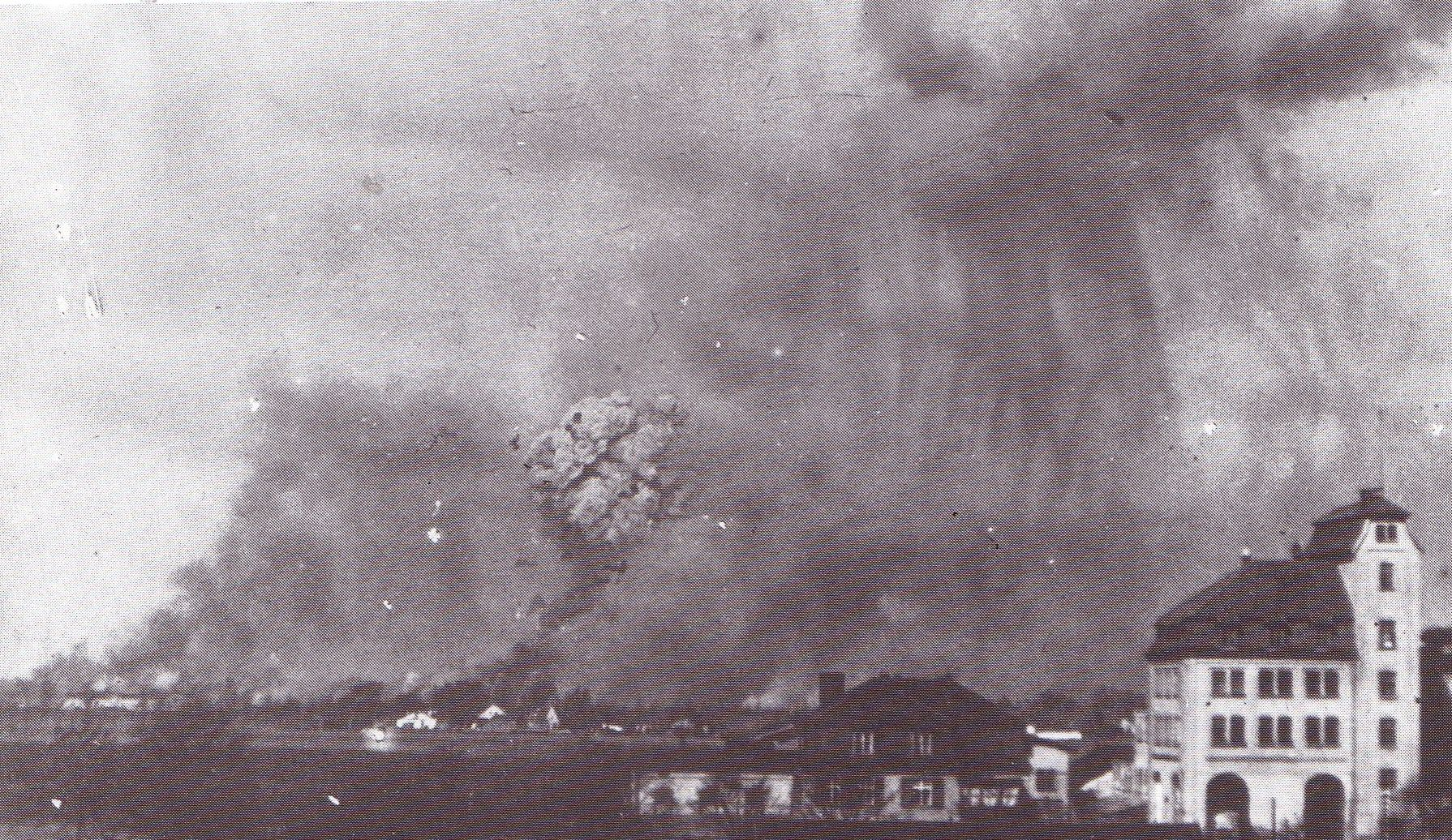
Das Rothensteiner Unglück

- Edewecht/Weimarer Republik: Arbeiter stoßen beim Torfstechen auf die Überreste einer menschlichen Leiche, die sie auf der Suche nach Wertgegenständen mit ihren Spaten zerteilen. Da nach kurzer Begutachtung durch die Polizei die Leichenteile am nächsten Tag freigegeben und ohne weitere wissenschaftliche Untersuchung neben dem Friedhof von Altenoythe begraben werden, ist eine wissenschaftliche Untersuchung der Moorleiche aus Hogenseth nicht mehr möglich.[5]
- Berlin/Weimarer Republik: Indische Rache, ein deutscher Abenteuer-Stummfilm von Leo Lasko mit Harry Liedtke und Edith Meller in den Hauptrollen, wird im U.T. Kurfürstendamm uraufgeführt.
- Rothenstein//Weimarer Republik: Eine nahegelegene Munitionsfabrik explodiert und verursacht noch in der Königsberger Innenstadt beträchtliche Schäden. Die Kuppel des Krematoriums mit den Fresken von Otto Ewel stürzt ein.[6]

### Mittwoch, 14. April

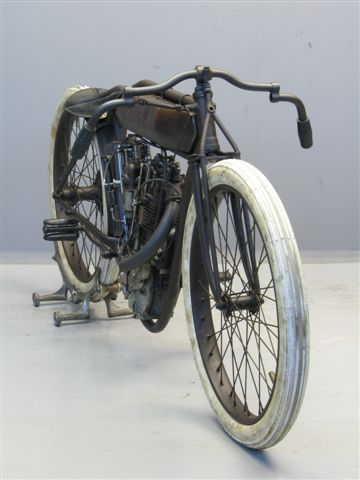
Indian-Bahnrennmaschine von 1915

- Daytona Beach/Vereinigte Staaten: Ernest Walker erringt auf dem Beach Road Course mit einer Indian-Bahnrennmaschine den offiziellen Geschwindigkeitsrekord für Motorräder über eine Meile mit einer Geschwindigkeit von 167,670 km/h.[7]
- Salem/Weimarer Republik: Das Internat Schule Schloss Salem mit Hauptsitz in der Reichsabtei Salem wird nach Vorarbeiten seit Sommer 1919 gegründet und am 20. April offiziell eröffnet.
- Bayern/Weimarer Republik: Der Holledauer Fidel, ein niederbayerisches Singspiel (Operette) in drei Akten des Komponisten Erhard Kutschenreuter, wird uraufgeführt.

### Donnerstag, 15. April

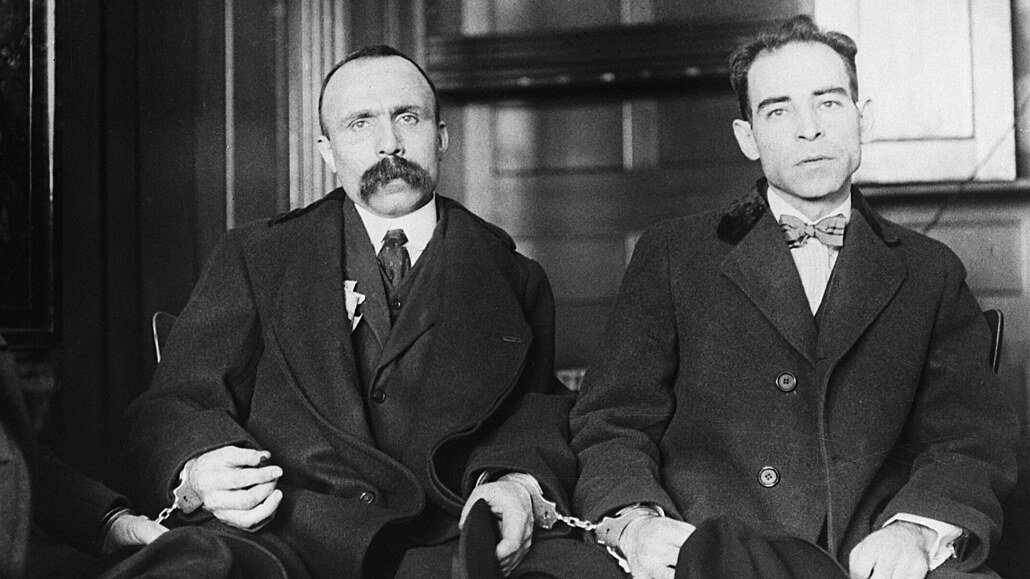
Vanzetti (links) und Sacco (rechts) als Angeklagte,
mit Handschellen aneinandergefesselt

- South Braintree/Vereinigte Staaten: Zwei mit Handfeuerwaffen bewaffnete Männer erschießen zwei Angestellte der Slater & Morrill Shoe Company. Die Täter erbeuten 15.776,51 $ (Wert 2025 ca. 213.000 $) Lohngeld, welches die Opfer bei sich tragen. Sie flüchten mit einem Buick, in dem sich zwei bis drei weitere Männer befinden.[8] Wegen der mutmaßlichen Beteiligung an diesen Raubmord und einem Raubüberfall auf einen Geldtransporter am 24. Dezember 1919 werden den beiden Anarchisten Sacco und Vanzetti in einem international beachteten Prozess erst verurteilt und schließlich im August 1927 auf dem elektrischen Stuhl hingerichtet.
- Paris/Frankreich: Auf der Pariser Botschafterkonferenz wird eine Entscheidung zu der Aufteilung der Kampfschiffe der österreichischen Marine auf die Nachfolgestaaten (Österreich, Ungarn, Königreich SHS, Rumänien) und die Europäische Donaukommission getroffen.
- Glattfelden/Schweiz: Das Laufwasserkraftwerk Eglisau-Glattfelden liefert erstmals Strom. Entsprechend den Uferlängen bekommt das Land Baden 8 % der erzeugten Energie, 92 % stehen den beiden Schweizer Kantonen zu.

### Freitag, 16. April

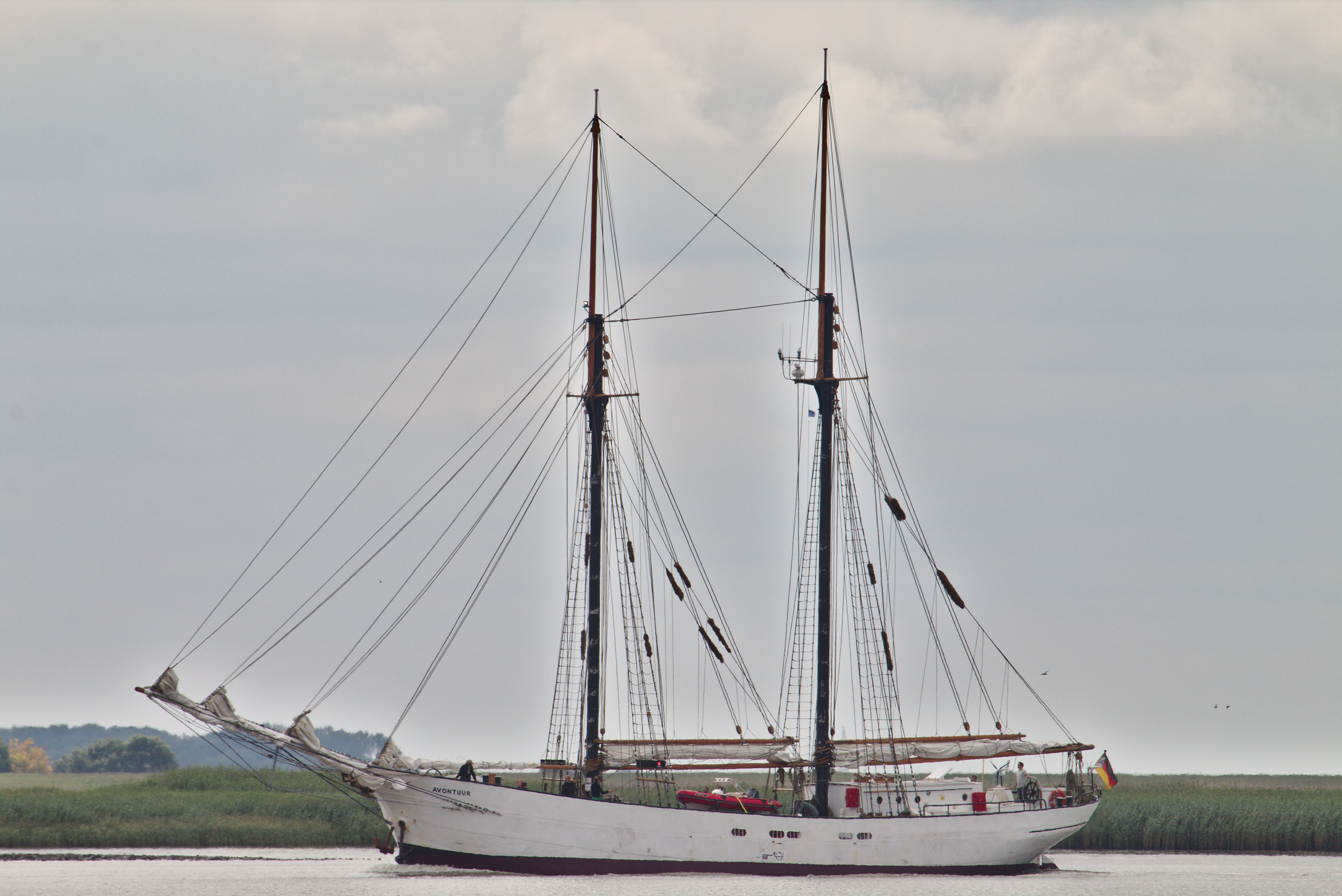
Avontuur

- Ostpreußen/Weimarer Republik: In Folge des Kapp-Putsches im Monat zuvor wird Ernst Siehr zum Oberpräsidenten der preußischen Provinz Ostpreußen ernannt, weil sich sein Vorgänger August Winnig (SPD) auf die Seite der Putschisten gestellt hatte.
- Stadskanaal/Niederlande: Die zweimastige Gaffelschoner Avontuur wird getauft. Sie war ursprünglich als leichtes Frachtschiff für den Verkehr zur See (großteils entlang der Nordseeküste) und auf Binnengewässern gebaut worden. Da sich der Betrieb von Frachtseglern nach dem Zweiten Weltkrieg nicht mehr lohnt, wird sie zur Beförderung von Passagieren zwischen den Westfriesischen Inseln und dem niederländischen Festland eingesetzt.
- Tasmanien/Britisches Kolonialreich: Der britische Kolonialbeamte William Allardyce wird zum nächsten Gouverneur ernannt. Während seiner Amtszeit setzt sich vor allem die Labor Party dafür ein, das Amt des Gouverneurs abzuschaffen. Eine diesbezügliche Abstimmung scheitert jedoch sowohl zunächst im September 1920 als auch später im November 1921. Allardyce, der bei Gegnern wie Befürwortern seines Amtes stets sehr beliebt ist, tritt aufgrund von Unzufriedenheit mit seinem Gehalt als Gouverneur (damals £ 2.750) zurück.

### Dienstag, 20. April

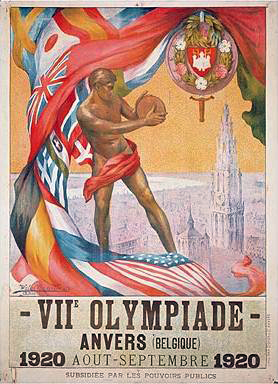
Plakat der Olympischen Sommerspiele

- Antwerpen/Belgien: Die Eröffnungsfeier der VII. Olympischen Sommerspiele findet statt. Erstmals wird der olympische Eid von einem Athleten (dem belgischen Fechter Victor Boin) gesprochen. Offiziell eröffnet werden die Spiele durch den belgischen König Albert I.
- Bayern/Weimarer Republik: Der Verband Bayerischer Israelitischer Gemeinden wird als erster Landesverband jüdischer Gemeinden in Deutschland auf der rechtlichen Grundlage des Artikel 137 über die Freiheit der Vereinigung zu Religionsgesellschaften der Weimarer Verfassung gegründet.
- Berlin/Weimarer Republik: Der deutsche Stummfilm Die Brüder Karamasoff von Carl Froelich nach der gleichnamigen Romanvorlage von Fjodor Dostojewski wird im UFA-Palast am Zoo uraufgeführt und erhält Jugendverbot.

### Donnerstag, 22. April

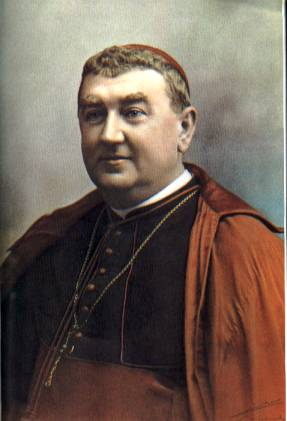
Manuel González García

- Warschau/Polen: Das Museum der polnischen Armee wird per Dekret des Marschalls Józef Piłsudski gegründet.[9] Es zeichnet die Militärgeschichte Polens nach und ist großteils in einem Seitenflügel des polnischen Nationalmuseums untergebracht.
- Neheim/Weimarer Republik: Etwa ein Jahr nach der Gründung kann im St.-Ursula-Gymnasium der reguläre Unterricht von Schwestern des St.-Ursula-Stifts Werl begonnen werden.
- Vatikanstadt: Papst Benedikt XV. nimmt eine Reihe von Ernennungen vor. So wird unter Anderen Paul Joseph Nussbaum zum Titularbischof von Gerasa, Ranulfo da Silva Farias zum Bischof von Guaxupé, Manuel González García zum Bischof von Málaga und Raffaele Carlo Rossi zum Bischof von Volterra ernannt.